# Московский театр драмы (Горчакова)
Моско́вский теа́тр дра́мы — русский советский драматический театр, существовавший в Москве в 1941—1943 годах.

## История
Осенью 1941 года, когда все театры были эвакуированы из столицы, режиссёр Николай Горчаков, до войны, с 1933 года, возглавлявший Московский театр Сатиры,  собрал в пустующем здании Театра Революции артистов, по разным причинам оказавшихся в  Москве. В основном это были артисты Театра Ленсовета и Московского драматического театра под руководством Фёдора Каверина; но в труппе Горчакова оказались и артисты Театра имени Ленинского комсомола Ростислав Плятт и Валентина Серова, и актёр Театра Революции Дмитрий Орлов, сыгравший в новом театре одну из лучших своих ролей — Глобу в «Русских людях» К. Симонова.
Главными событиями в недолгой истории театра стали всесоюзные премьеры пьес, которые обошли затем все сцены страны: «Русские люди» К. Симонова и «Фронт» А. Корнейчука. 
В 1943 году Театр драмы был объединён с возвратившимся из эвакуации Театром Революции, который с этого времени и до 1954 года назывался Московским театром драмы. Некоторые артисты вернулись в свои прежние театры, а Горчаков вновь возглавил Московский театр Сатиры.

## Избранный репертуар
- 1942 — «Русские люди» К. Симонова. Постановка Н. Горчакова и Е. Страдомской; художник Б. Волков; роли исполняли: Пётр Аржанов — Сафонов, Л. Орлова — Марфа Петровна, Валентина Серова — Валя, Ростислав Плятт — Васин, Дмитрий Орлов — Глоба. Премьера состоялась 12 июля 1942 года[8]
- 1942 — «Фронт» А. Корнейчука. Постановка Н. Горчакова и Е. Страдомской; художник Б. Волков; роли исполняли: Владимир Любимов — Иван Горлов, Николай Арский  — Огнев, Дмитрий Орлов  — Мирон Горлов. Премьера состоялась 3 ноября 1942 года[9].
- 1942 — «Жди меня» К. Симонова
- 1943 — «Москвичка» В. Гусева